# インディペンデント・サブウェイ・システム
インディペンデント・サブウェイ・システム（英: Independent Subway System）、略称INDまたはISS、かつてはインディペンデント・シティオウンド・サブウェイ・システム、（英: Independent City-Owned Subway System）、略称ICOS、あるいはインディペンデント・シティオウンド・ラピッド・トランジット、（英: Independent City-Owned Rapid Transit Railroad）は、現在のニューヨーク市地下鉄の一部となった、かつてのニューヨークの都市鉄道網である。最初の路線は、マンハッタンに1932年にIND8番街線として建設された。
INDは、現在のニューヨーク市地下鉄を形成することになった3つの鉄道網のうちの1つで、民間企業あるいは共同出資による運営であったインターボロー・ラピッド・トランジット (IRT) とブルックリン・マンハッタン・トランジット (BMT) と異なり、ニューヨーク市政府が完全に所有し運営する意図で設立された。IRTおよびBMTと1940年に統合された。
もともとINDが運行していた系統は、現代の地下鉄網ではA、B、C、D、E、F、Gの各系統となっている。これに加えて、BMTのMとR系統は、現在では一部でINDの線路を走っている。ロッカウェイ・パーク・シャトルはA系統を補完している。運行上は、INDとBMTの路線網および列車は、合わせてBディビジョンと呼ばれている。

## 名称

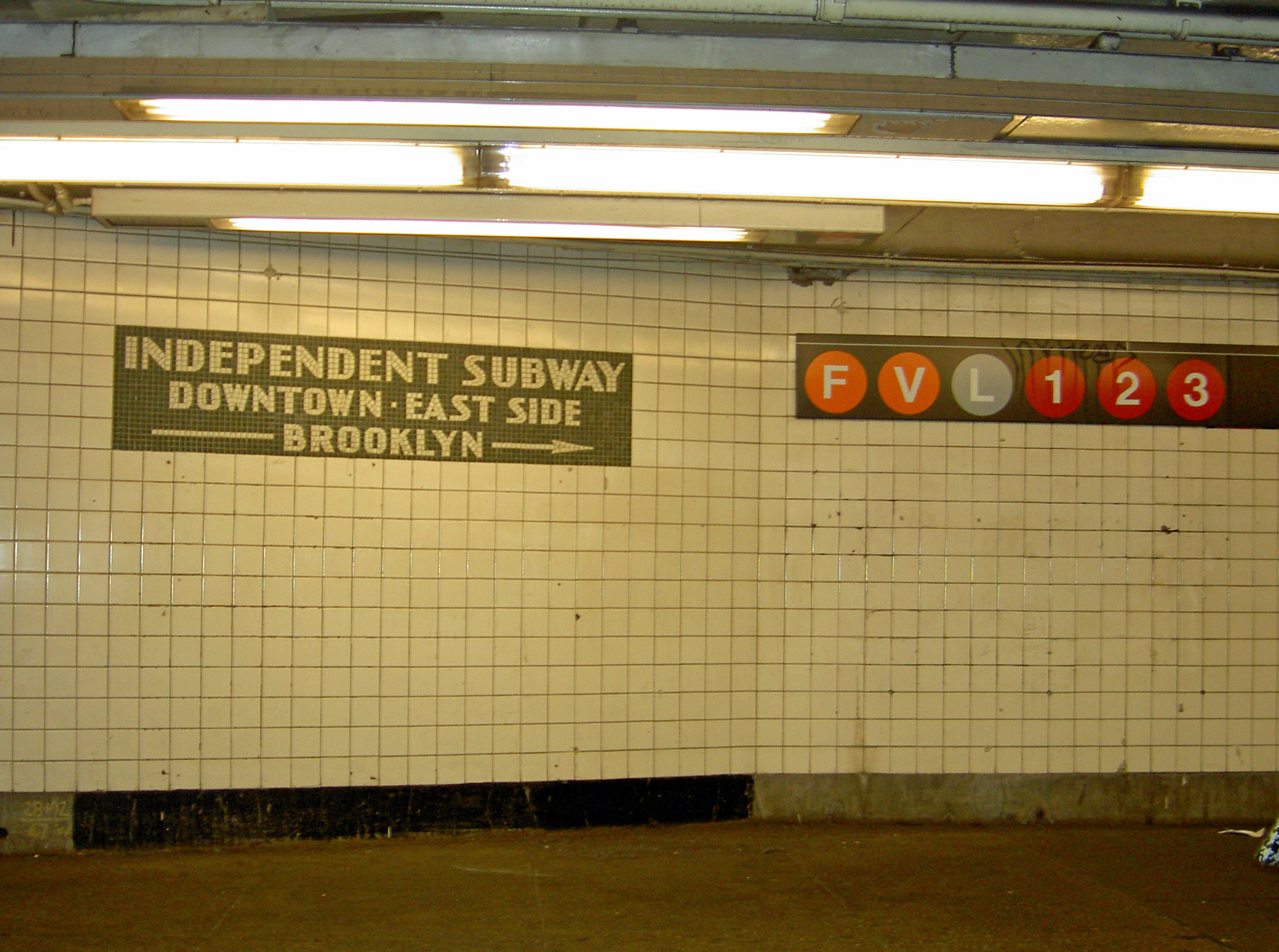
IND6番街線の14丁目駅にあるインディペンデント・サブウェイ・システムのモザイク表示、系統が系統で置き換えられる以前

1940年まで、インディペンデント・シティオウンド・サブウェイ・システム、インディペンデント・サブウェイ・システムあるいはインディペンデント・シティオウンド・ラピット・トランジット・レールロードなどと呼ばれていた。1940年の地下鉄網統合後にINDと呼ばれるようになった。このINDという名称は、IRTとBMTが使っていた3文字略語に合わせて設定された。
INDで最初の路線は、1932年9月10日にマンハッタンで開通したIND8番街線であり、それからしばらくの間鉄道網全体が8番街地下鉄と呼ばれていた。本来のINDの鉄道網は全線にわたって地下であったが、ブルックリン区のゴワーナスにあるゴワーナス運河をINDカルバー線が越える2駅間だけが例外である。

## 歴史
1920年代初頭、ニューヨーク市長のジョン・フランシス・ハイランは、BMTやIRTが運行している都市鉄道、特にその高架鉄道に対抗する、市が所有し運営する都市鉄道の路線網を提案した。過密となっていた地下鉄の混雑を緩和するために、1921年にニューヨーク市交通委員会が設置された。当初の計画は以下のようなものであった。
- マンハッタンのミッドタウンに2本の幹線を敷設する。1本は8番街、もう1本は6番街の地下を通るものであったが、どちらにも既に高架鉄道があった。
- 53丁目の地下に東西方向の地下鉄を敷設して、8番街線と6番街線を連絡し、イースト川をくぐってロングアイランドシティのクイーンズ・プラザへ到達して、ブルックリン区とクイーンズ区を連絡するクロスタウン線と連絡し、クイーンズ・ブールバード（英語版）とヒルサイド・アベニューの地下を走って179丁目へ達し、そこでバスと連絡する。
- マンハッタンの145丁目とセント・ニコラス・アベニューで8番街線から分岐して、ブロンクス区のグランド・コンコース（英語版）の地下を通る地下鉄。

これらの路線網は、計画通りに完全に建設された。カルバー線については、ゴワーナス運河を越える短区間以外は地下である。

### 1933年までの開通と進捗

#### マンハッタン最初の幹線、1932年

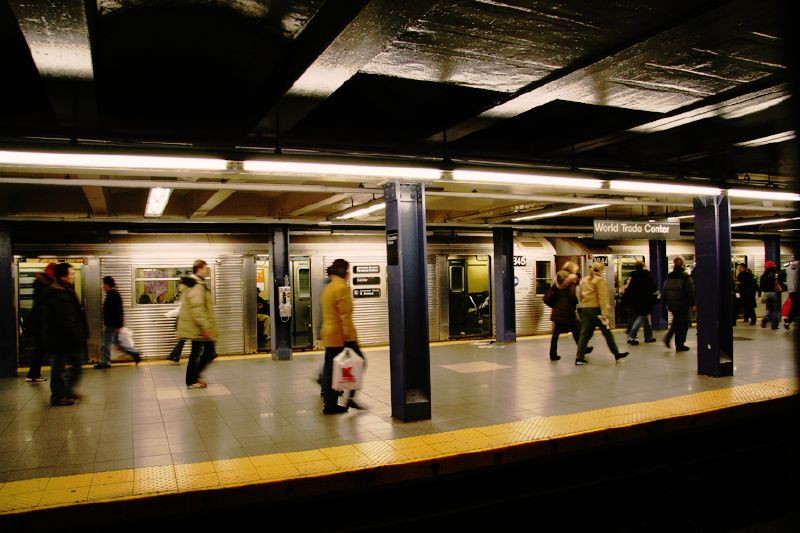
ワールド・トレード・センター駅

1932年9月10日、IND8番街線が207丁目駅からチェンバース・ストリート駅まで開通し、INDが創業した。1933年2月にはクランベリー・ストリートトンネルが開通し、8番街線もチェンバース・ストリートからボロー・ホール駅まで開通した。北側では、ブロンクス区において1933年7月1日にINDコンコース線が205丁目駅から145丁目駅まで開通した。INDが開業した時点では、IRTは地下鉄用車両2,281両、高架鉄道用車両1,694両、BMTは2,472両を有していたが、INDはかなり少ない300両しか有していなかった。
新設されたIND8番街線の建設には、100万立方ヤード（約76万5000立方メートル）に及ぶコンクリートと、15万米トン（約14万メートルトン）の鋼鉄が使用された。新線の道床は、30年間保つとされていた。路線の開業時点では、INDの他の路線網は建設中であり、その中には5本の水底トンネルもあった。
- クランベリー・ストリート・トンネル、全長8,487フィート (2,587 m)
- ラトガース・ストリート・トンネル、全長5,479フィート (1,670 m)
- 53丁目トンネル、全長5,589フィート (1,704 m)
- コンコース・トンネル、全長5,397フィート (1,645 m)
- グリーンポイント・チューブ、全長4,790フィート (1,460 m)

IND8番街線開業の初日には、ニューヨーク北部の一部の駅で、自動改札機（ターンスタイル）のトークン投入口をチューインガムか何かで塞いでしまうといった、ヴァンダリズム行為が行われた。IND開業の2か月後には、96丁目駅と103丁目駅の、95丁目、97丁目、105丁目への3か所の出口が盗難問題によって撤去された。

#### 初期の支線
1932年10月に、INDクイーンズ・ブールバード線がジャクソン・ハイツ-ルーズベルト・アベニュー駅からIND8番街線にある50丁目駅の低層階まで開業し、マンハッタンにある各路線とクイーンズを連絡した。クイーンズでは、クイーンズ・プラザ駅 からナッソー・アベニュー駅まで、INDクロスタウン線が開通した。
1933年10月7日にはジェイ・ストリート駅からチャーチ・アベニュー駅まで、INDカルバー線が開通した。

### マンハッタンで2番目の幹線、1936年-1937年
1936年1月1日、IND6番街線が西4丁目駅でIND8番街線から分岐して、イースト・ブロードウェイ駅まで開通した。建設中に、6番街の路面電車の運行が廃止された。地下鉄の完成後、ニューヨーク市としては路面電車を復旧するかすぐに廃止するかの選択ができた。ニューヨーク市としては、6番街に運行されていた高架鉄道であるIRT6番街線をすぐに撤去したい意向があり、またその地下に地下鉄を建設している間に高架鉄道を支えておく費用を節約したかったこともあり、1250万ドルで高架鉄道を買収した上で1938年12月5日に廃止し、高架鉄道の鋼鉄は日本へ売却された。その2年後の1940年12月15日に地下鉄で普通列車の運行が開始されたが、急行の運転開始はクリスティー・ストリート連絡線が開通した後の1968年になってからであった。

### さらなる支線の開通
1936年4月9日にコート・ストリート駅からロッカウェイ・アベニュー駅まで、INDフルトン・ストリート線が開通し、合わせてジェイ・ストリート駅への連絡線も開通した。6番街線とラトガース・ストリート・トンネルがイースト・ブロードウェイ駅からジェイ・ストリート駅まで開通した。
1936年12月31日に、クイーンズ・ブールバード線がルーズベルト・アベニュー駅からキュー・ガーデン-ユニオン・ターンパイク駅まで延長された。1937年にはさらに169丁目駅まで延長された。
1937年7月1日には、INDクロスタウン線がナッソー・アベニュー駅からバーゲン・ストリート駅まで開通した。

### 提案された延長計画
ハイラン市長は、IND最初の路線が完成する以前の1922年の時点で、実際に建設されることのなかった路線を提案している。そうした路線には以下のようなものがあった。
- 14丁目からヨンカーズとの市境まで、マンハッタンのウェスト・サイドの幹線。14丁目から162丁目までは複々線、そこからダイクマン・ストリートまでは3線、そこから終点までは複線とする。162丁目から190丁目まで、アムステルダム・アベニューを通る複線の支線を設定する。14丁目からBMTカナーシー線へ複線で接続し、さらに複線が南へ伸びてバッテリー・パークにあるループ線まで、またイースト川のトンネルを潜ってブルックリンのアトランティック・アベニューとヒックス・ストリートまで通じる。レッドフックへの路線の計画もあったとされている。
- 1番街をハーレム川から10丁目までの複々線の幹線。10丁目で路線は分岐する。複線の線路が3番街とバワリーを通って、ブルックリンの新しいラファイエット・アベニューの地下鉄へ通じる。別の複線はシティ・ホールまで走り、そこで折り返しループ線となる。ハーレム川からは、161丁目まで走り3線の路線2本に分岐する。一方はフォードハム・ロードおよびサザン・ブールバードへ、もう一方はウェブスター・アベニューとフォードハム・ロードへ通じ、そこで現在のIRTホワイト・プレーンズ・ロード線に接続して241丁目まで行く。この区間のIRTの高架鉄道はBMTと同じ建築限界で造られており、ハイランの構想する地下鉄網でも同様にBMTの建築限界を採用することを検討していたため、この区間に対して乗り入れのために実施する必要があるのは、プラットホームを削って後退させることだけであった。
- 125丁目の、現在のヘンリー・ハドソン・パークウェイ（英語版）から東西方向に横断し、イースト川を渡ってクイーンズ区のアストリア（英語版）までの路線。おそらくBMTアストリア線と接続。
- クイーンズの、こんにちのIRTフラッシング線のハンターズ・ポイント・アベニュー駅付近から、場所によって複線か複々線により南東方向へ向かい、ブルックリンのラファイエット・アベニューへ達する。そこで路線は分岐し、複線が再び複々線になってラファイエット・アベニューに沿って伸びる。もう一方の複線はフラットブッシュ・アベニューとフランクリン・アベニューに沿って伸びる。
- ブルックリン・ボロー・ホール（英語版）からラファイエット・アベニューを通ってベッドフォード・アベニュー（英語版）までの複々線の地下鉄。そこからブロードウェイの下を3線で通りサイプレス・ヒルズまで行き、そこからこんにちのBMTジャマイカ線に沿って走る。この路線は、BMTジャマイカ線の一時期の終点であった168丁目駅（英語版）までの予定であった。この路線はブロードウェイに沿った直下の線を直線的に走る予定で、BMTと旅客を巡って直接的な競合となり、ハイランの意見ではBMTの収入を奪うだろうとされていた。ラファイエット・アベニューの複線の路線は、提案されていた1番街の路線と接続する予定であった。
- ブルックリンでのIRTイースタン・パークウェイ線からの支線で、ユーティカ・アベニュー（英語版）の下を通ってフラットランズ・アベニュー（英語版）まで。
- フラットブッシュ・アベニュー下の複々線地下鉄で、ノストランド・アベニュー（英語版）へ向かい、シープズヘッド・ベイのエモンズ・アベニューへ向かって、西に向きを変えてエモンズ・アベニューに入り、コニーアイランドのサーフ・アベニューまで。この路線の支線がフラットブッシュ・アベニューの地下をフロイド・ベネット飛行場（英語版）へ伸びることになっていた。
- BMTカナーシー線を延長して、BMTジャマイカ線のクイーンズ121丁目より先のどこかまで。
- プロスペクト・アベニューからフォート・ハミルトン・パークウェイを経由して10番街を通り、90丁目までの新線。BMTカルバー線の列車がこの路線を走る予定であった。
- ブルックリンのBMT4番街線を南へベイ・リッジ-95丁目駅まで延伸。これはその他の計画の中で完成した唯一の路線である。
- BMT4番街線を東へフォート・ハミルトン・パークウェイ線およびBMTウェストエンド線まで延長。
- BMT4番街線から67丁目で分岐する複線の路線で、スタテンアイランドトンネルを通ってスタテンアイランドへ。
- IRTニューロッツ線をニューロッツ・アベニューからルファーツ・ブールバードまで延長。
- IRTフラッシング線をメインストリート、キッセナ・ブールバード、ノーザン・ブールバードを経由してベイサイドのベル・ブールバードまで延伸。
- IRTフラッシング線のルーズベルト・アベニューから分岐してジャマイカまでの支線[1]。

INDの大規模拡張は、1929年に初めて計画された。マンハッタン、ブルックリン、クイーンズ、ブロンクスにおいて100マイル（約160キロメートル）以上の路線を建設し、既存のINDの路線と統合し、交差し、延長するものであった。この拡大計画により、既存のIRT、BMT、INDの路線網と組み合わせることで、これらの4つの区に住むどの人にとっても、自宅から半マイル（約800メートル）以内に地下鉄が運行されることになるとされていた。買収や設備購入の費用も含めて、建設費用は4億3800万ドルと見積もられていた。第1段階の全線の建設費は3億3800万ドルであった。この計画が公表されて間もなく、ウォール街大暴落が起きて世界恐慌が始まり、一夜にしてこの計画は歴史上のものとなった。様々な形で拡張計画が1939年、1940年、1951年、1968年、そして1998年と何度も再浮上したが、実現することはなかった。この拡張計画は、INDが大規模な高架鉄道の建設を計画した時期でもあった。
この計画の主要部の1つであるIND2番街線は、2017年現在、63丁目と105丁目の間で運行中である。

## 年表
- 1925年3月14日 - 8番街線の起工式が123丁目とセント・ニコラス・アベニューの交差点で実施される[1]。
- 1931年7月8日 - ニューヨーク市地下鉄R1電車（英語版）の最初の列車がコニーアイランドを11時35分に出発し、BMTシービーチ線を経由してタイムズ・スクエアまで42分で走行した[1]。
- 1932年9月10日 - IND8番街線開業[1]。
- 1933年
  - 2月1日 - ブルックリンのジェイ・ストリート駅まで延長。1933年6月24日までは、ハイ・ストリート駅を通過していた[1]。
  - 3月20日 - バーゲン・ストリート駅まで延長[1]。
  - 7月1日 - ブロンクスのノーウッド-205丁目駅まで延長[1]。
  - 8月19日 - クイーンズのルーズベルト・アベニュー駅まで延長[1]。
  - 10月7日 - ブルックリンでチャーチ・アベニュー駅まで延長[1]。
- 1936年
  - 1月1日 - IND6番街線が西4丁目駅からイースト・ブロードウェイ駅まで開通[1]。
  - 4月9日 - イースト・ブロードウェイ駅からジェイ・ストリート駅まで延長。これに加えてINDフルトン・ストリート線がジェイ・ストリート駅からロッカウェイ・アベニュー駅まで延長。コート・ストリート駅までのシャトル運転が開始[1]。
  - 12月30日 - クイーンズでキュー・ガーデン-ユニオン・ターンパイク駅まで延長[1]。
- 1937年
  - 4月24日 - クイーンズで169丁目駅まで延長[1]。
  - 7月1日 - INDクロスタウン線がナッソー・アベニュー駅とホイト-スカーマーホーン・ストリーツ駅まで開通[1]。
- 1939年4月30日 - IND万博線開通[1]。
- 1940年
  - 10月28日 - INDワールズ・フェア線最終列車運行[1]。
  - 12月15日 - 6番街線の緩行線が8番街線との接続点である59丁目-コロンバス・サークル駅から西4丁目-ワシントン・スクエア駅まで、そして急行線が34丁目-ヘラルド・スクエア駅より北で開通した[1]。
- 1946年
  - 6月1日 - フルトン・ストリート線の緩行線支線であるコート・ストリート駅までの区間が廃止となる。この支線は、1939年の計画ではロウアー・マンハッタンまで延長されて、2番街線と接続するはずであった[1]。
  - 12月30日 - フルトン・ストリート線がロッカウェイ・アベニュー駅からブロードウェイ-イースト・ニューヨーク駅（現在のブロードウェイ・ジャンクション駅）まで開通[1]。
- 1948年11月28日 - フルトン・ストリート線がブロードウェイ-イースト・ニューヨーク駅からユークリッド・アベニュー駅まで開通する[1]。
- 1950年12月11日 - クイーンズ・ブールバード線が169丁目駅から現在の終点である179丁目駅まで延長される[1]。
- 1950年代 - 当初のBMT鉄道網から切り離された2か所の高架路線にINDが延長された。1954年にBMTカルバー線、1956年にBMTフルトン・ストリート線のリバティ・アベニュー延長である[1]。
  - 1954年10月30日 - INDカルバー線とBMTカルバー線をディトマス・アベニュー駅で連絡する線路が開通。INDの列車がBMTカルバー線をコニー・アイランド-スティルウェル・アベニュー駅まで運転するようになる[1]。
  - 1956年4月29日 - かつてのBMTフルトン・ストリート線のもっとも東側の区間に当たるリバティ・アベニュー高架線がINDフルトン・ストリート線と接続された。INDの列車がユークリッド・アベニューから新しいグラント・アベニュー駅を経由してルファーツ・ブールバード駅まで乗り入れるようになった[1]。
- 1956年6月28日 - ロングアイランド鉄道のロッカウェイ・ビーチ支線（英語版）から転換した、INDロッカウェイ線がビーチ25丁目駅まで開通。1958年1月16日に現在の終点であるファー・ロッカウェイ-モット・アベニュー駅まで開通した[1]。
- 1967年
  - 11月26日 - クリスティー・ストリート連絡線が開通し、6番街線からマンハッタン橋を経由してブルックリン南部のBMTの各線へ連絡するようになった[1]。
  - 11月27日 - 6番街線の急行線が34丁目-ヘラルド・スクエア駅から西4丁目-ワシントン・スクエア駅まで開通する[1]。
- 1968年7月1日 - 6番街線が47丁目-50丁目-ロックフェラー・センター駅から57丁目駅まで延長される。クリスティー・ストリート連絡線の残りの区間が開通し、6番街線からウィリアムズバーグ橋へ連絡するようになる[1]。
- 1988年12月11日 - アーチャー・アベニュー線がジャマイカ・センター-パーソンズ/アーチャー駅からジャマイカ-ヴァン・ウィック駅まで開通[1]。
- 1989年10月29日 - 63丁目トンネルを含む63丁目線が57丁目駅から21丁目-クイーンズブリッジ駅まで開通した[1]。
- 2001年12月16日 - 63丁目線が21丁目-クイーンズブリッジ駅からクイーンズ・ブールバード線の合流点まで延長された[1]。

## 路線一覧

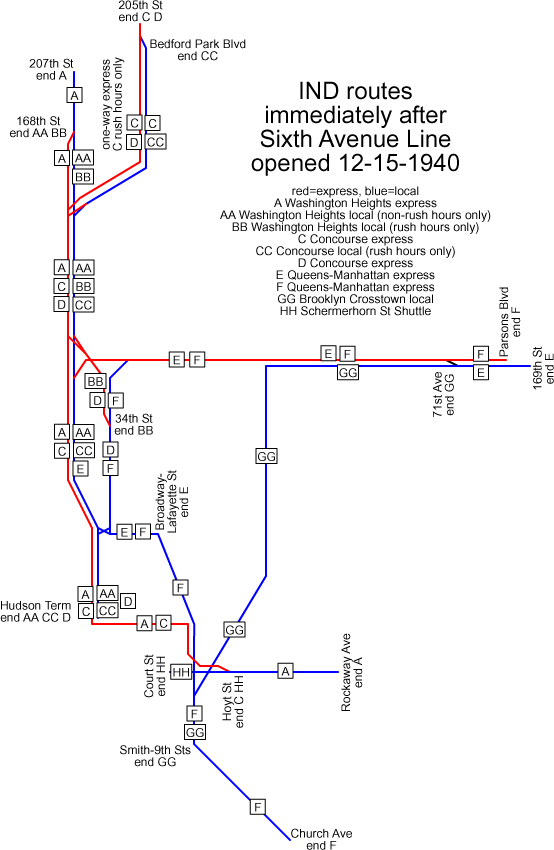
1940年頃のINDの運行系統

### ブロンクス・マンハッタン
- INDコンコース線（B  D 系統）: グランド・コンコース（英語版）の下を205丁目から南へ161丁目まで、そこからハーレム川の下を西へマンハッタンへ入り、南へ8番街線につながる。IRTジェローム・アベニュー線と並行。
- IND8番街線（A  C  E 系統）: 207丁目からおおむねブロードウェイの下を南へ、そこからセント・ニコラス・アベニュー、8番街、グリニッジ・アベニュー、6番街（6番街線/ヒューストン・ストリート線との分岐点）、チャーチ・ストリートそしてフルトン・ストリートを通る。イースト川の下をクランベリー・ストリート・トンネルで潜ってブルックリンへ入り、フルトン・ストリート線へ通じる。かつてのIRT9番街線と並行。
- IND6番街線（B  D  F  <F> M 系統）: 53丁目で8番街線から分岐し、2ブロック東へ走って6番街に入り、そこから6番街を南へ下ってハウストン・ストリートの北で8番街線との分岐点がある。ここからハウストン・ストリートの下を東に走り、エセックス・ストリートとルトガーズ・ストリートの下を南へ走って、ラトガース・ストリート・トンネルでブルックリンへと通じる。かつてのIRT6番街線と並行。
- INDクイーンズ・ブールバード線（E  M 系統）: クイーンズから53丁目トンネルを抜けて、西へ53丁目の下を通り、6番街線との分岐を過ぎて8番街線と合流するまで。部分的にIRT6番街線のIRT9番街線への53丁目に沿った連絡線に並行[1]。

### イースト川横断
- 53丁目トンネル（E  M 系統）: クイーンズ・ブールバード線。
- ラトガース・ストリート・トンネル（F  <F> 系統）: 6番街線とカルバー線を連絡。
- クランベリー・ストリート・トンネル（A  C 系統）: 8番街線とフルトン・ストリート線を連絡[1]。

### ブルックリンおよびクイーンズ
- INDクイーンズ・ブールバード線（E  F  <F> M  R 系統）: 179丁目からヒルサイド・アベニュー、クイーンズ・ブールバード、ブロードウェイ、ノーザン・ブールバードそして44番ドライブの下を西へ伸び、53丁目トンネルをくぐってマンハッタンへ。
- INDクロスタウン線（G 系統）: クイーンズ・ブールバード線のクイーンズ・プラザ駅を出発し、ジャクソン・アベニュー、マンハッタン・アベニュー、ユニオン・アベニュー、マーシー・アベニューそしてラファイエット・アベニューを南へ進み、フルトン・ストリート線の中間に達して、南へカルバー線に連絡する。
- INDカルバー線（当初はスミス・ストリート線、F  <F> G 系統）: ラトガース・ストリート・トンネルからジェイ・ストリートとスミス・ストリートの下を南へ伸び、地上へ出て東へ向きを変え9丁目でゴワーナス運河を越え、再び地下に戻って9丁目、プロスペクト・パーク西、プロスペクト・アベニュー、フォート・ハミルトン・パークウェイそしてマクドナルド・アベニューの地下を走り、チャーチ・ストリートまで（後に南へBMTカルバー線に沿って延長された）。
- INDフルトン・ストリート線（A  C 系統）: コート・ストリート駅（現在のニューヨーク交通博物館）およびクランベリー・ストリート・トンネルからフルトン・ストリートの地下を東へ伸び、ロッカウェイ・アベニューまで（後に高架のフルトン・ストリート線（英語版）に沿って東に延長された） - 高架のフルトン・ストリート線と並行[1]。

### 1940年以降の延長
1940年の3鉄道事業者統合以降に建設された延長線・連絡線を以下に示す。
- 60丁目トンネル連絡線（R 系統）: BMTの60丁目トンネルをクイーンズ・ブールバード線と連絡する。
- 63丁目線（F  <F>系統）: 6番街線とクイーンズ・ブールバード線を63丁目トンネルを経由して連絡し、BMT63丁目線につなぐ。
- アーチャー・アベニュー線（E 系統）: ヴァン・ウィック・ブールバードの南でクイーンズ・ブールバード線から出発し、東へジャマイカ・センターまで。
- クリスティー・ストリート連絡線: ヒューストン・ストリート線（6番街線）をウィリアムズバーグ橋（M 系統）とマンハッタン橋（B  D 系統）を経由してBMT各線へと連絡する。
- INDカルバー線（F  <F>系統）: 旧BMTカルバー線に沿って南へ延長。
- INDフルトン・ストリート線（A 系統）: BMTリバティ・アベニュー高架線（英語版）方向へ東へ延長。
- INDクイーンズ・ブールバード線（E  F  <F>系統）: 東へ179丁目まで延長。
- INDロッカウェイ線（A 系統）: ロッカウェイ・ブールバード駅の東でフルトン・ストリート線と連絡[1]。
- IND2番街線（N  Q  R 系統）[17]

## 路線計画
既存のIRTやBMTの路線と並行する多くのIND路線が計画されていた。
- INDコンコース線は、そのほぼ全線に渡ってIRTジェローム・アベニュー線と1ブロックの距離を走る。ニューヨーク・ウェストチェスター・アンド・ボストン鉄道（英語版）の所有するIRTダイアー・アベニュー線とIRTホワイト・プレーンズ・ロード線を置き換えることも計画されていた。
- IND8番街線はそのほぼ全線に渡って、IRTブロードウェイ-7番街線とIRTレノックス・アベニュー線から0.25マイル（約400メートル）以内のところを走る。IRT9番街線の置き換えとして計画された。
- IND6番街線は、IRT6番街線の置き換えとして設計された。
- INDフルトン・ストリート線は、ブルックリンにおいてほぼ全線がIRTイースタン・パークウェイ線およびIRTニューロッツ線と0.5マイル（約800メートル）以内のところを走る。BMTフルトン・ストリート線（英語版）の置き換えとして設計された。
- INDクロスタウン線は、BMTの路面電車の置き換えとして設計された。

これに加えて、実際に建設されなかった路線には以下の目的があった。
- IND2番街線はIRTレキシントン・アベニュー線から0.25マイル（約400メートル）以内に設計されており、IRT2番街線とIRT3番街線を置き換えることになっていた。
- IRTダイアー・アベニュー線とIRTペラム線はIND2番街線に吸収される予定であった。
- INDユーティカ・アベニュー線とINDアーチャー・アベニュー線はどちらもBMTジャマイカ線の一部を置き換えるために設計された。INDアーチャー・アベニュー線は、ロングアイランド鉄道のアトランティック支線（英語版）の置き換えも計画していた[1]。

## 系統記号
当初から設計されていたように、INDの列車の運行系統の識別方式は、3つの要素に基づく枠組みとなっていた。マンハッタンで走る幹線の別（8番街線または6番街線）、北側で走る支線の別（ワシントン・ハイツ、グランド・コンコース/ブロンクスまたはクイーンズ・ブールバード）、そして急行または各停の別である。8番街線を通る系統はA、C、Eであり、6番街線はB、D、Fである。AとBはワシントン・ハイツへ、CとDはグランド・コンコースへ、EとFは53丁目トンネル経由でクイーンズ・ブールバードへ直通する。系統記号1文字は急行運転で、系統記号2文字は各停運転である。これに加えて、G系統はブルックリンとクイーンズを結ぶクロスタウン線、H系統はフルトン・ストリート線内を走り、マンハッタンと直通しない列車に使われた。
当初の系統記号は以下の通りである。
| A | AA | 8番街線 - ワシントン・ハイツ             |
|   | BB | 6番街線 - ワシントン・ハイツ             |
| C | CC | 8番街線 - コンコース                     |
| D |    | 6番街線 - コンコース                     |
| E |    | 8番街線 - クイーンズ・ブールバード       |
| F |    | 6番街線 - クイーンズ・ブールバード       |
| G | GG | ブルックリン - クイーンズ クロスタウン線 |
|   | HH | フルトン・ストリート線                   |
| S |    | 臨時                                     |

ほぼすべての系統記号が、定期列車としてあるいは臨時列車として使われていた。1文字のG系統は、1939年のINDワールズ・フェア線に使われた。
クリスティー・ストリート連絡線開通以前の最後の時期の系統記号は以下の通りである。以下の表で示す終点は、各系統のうちもっとも遠くまで達する地点である。
|    | 路線                         | 走行区間 | 備考 |
| -- | ---------------------------- | --- | --- |
| A  | ワシントン・ハイツ急行       | 207丁目駅 – ルファーツ・ブールバード駅あるいはファー・ロッカウェイ-モット・アベニュー駅 あるいは ロッカウェイ・パーク駅（IND8番街線経由） | なお運行されている。 |
| AA | ワシントン・ハイツ各停       | 168丁目駅 – ハドソン・ターミナル駅（IND8番街線経由）                                                                                      | 後にK系統となったが、運行されなくなった。 |
| BB | ワシントン・ハイツ各停       | 168丁目駅 – 34丁目-ヘラルド・スクエア駅（IND6番街線）                                                                                     | B系統となり、ベッドフォード・パーク・ブールバード駅からブライトン・ビーチ駅までの運行となった。                                                |
| C  | ブロンクス・コンコース急行   | ノーウッド-205丁目駅 – ユーティカ・アベニュー駅（IND8番街線経由）                                                                         | 既に運行されておらず、A系統およびD系統に統合された。                                                                                           |
| CC | ブロンクス・コンコース各停   | ベッドフォード・パーク・ブールバード駅 – ハドソン・ターミナル駅（IND8番街線経由）                                                         | C系統となり、168丁目駅からユークリッド・アベニュー駅までの運行となった。                                                                       |
| D  | ブロンクス・コンコース急行   | ノーウッド-205丁目駅 – コニー・アイランド-スティルウェル・アベニュー駅（IND6番街線およびINDカルバー線経由）                               | なお運行されているが、BMTウェストエンド線経由となった。                                                                                        |
| E  | クイーンズ-マンハッタン急行  | 179丁目駅 – ロッカウェイ・パーク駅あるいはハドソン・ターミナル駅（IND8番街線およびIND6番街線経由）                                        | なお運行されているが、ジャマイカ・センター駅からハドソン・ターミナル駅（現在はワールド・トレード・センター駅となっている）まで運行されている。 |
| F  | クイーンズ・マンハッタン急行 | 179丁目駅 – ハドソン・ターミナル駅あるいはコニー・アイランド-スティルウェル・アベニュー駅（IND6番街線経由）                               | なお運行されているが、すべての列車がコニー・アイランド駅かキングス・ハイウェイ駅まで行くようになった。                                         |
| GG | クイーンズ・ブルックリン各停 | フォレスト・ヒルズ駅 – チャーチ・アベニュー駅（INDクロスタウン線）                                                                        | G系統となったが、すべての列車がコート・スクエア駅で折り返しとなった。                                                                          |
| HH | コート・ストリートシャトル   | コート・ストリート駅 - ホイト-スカーマーホーン・ストリーツ駅                                                                              | 既に運行されていない、かつてのコート・ストリート駅はニューヨーク交通博物館となっており、列車を出し入れするために線路が使われている。           |
| HH | ロッカウェイ各停             | ユークリッド・アベニュー駅 – ロッカウェイ・パーク駅あるいはファー・ロッカウェイ-モット・アベニュー駅                                      | H系統となり、その後ロッカウェイ・パークシャトル（S系統）となったが、すべての列車がロッカウェイ・パーク止まりとなった。                         |

クリスティー・ストリート連絡線が開通した後は、当初のINDの系統記号の枠組みは次第に撤廃されていった。各停・急行にかかわらず、すべての系統で1文字となり、8番街線と6番街線の区別（A・C・E/B・D・F）のみが残っている。

## プラットホーム長
INDの路線は、IRTやBMTよりも長いプラットホームを持って建設された。当初の計画では、各駅は660フィート（約200メートル）の長さのプラットホームをもち、60フィート（約18メートル）の長さの車両の11両編成の列車を停車できるようにすることになっていた。しかしプラットホーム長は短縮され、IND8番街線の72丁目駅から163丁目-アムステルダム・アベニュー駅の間の各駅は600フィート（約180メートル）の長さとなった。2か所の例外があり、1940年代以降に建設されたINDの路線の標準長として、96丁目駅はどちらの階層でも615フィート（約187メートル）となった。また81丁目-自然史博物館駅は、北行のプラットホームは630フィート（約190メートル）で、南行のプラットホームは615フィート（約187メートル）であった。600フィート（約180メートル）ちょうどの長さのプラットホームは、INDクイーンズ・ブールバード線のエルムハースト・アベニュー駅から67番街駅の間にもある。
一方でIND6番街線の駅の中には、ずっと長いプラットホームをもつものがある。34丁目-ヘラルド・スクエア駅の北行プラットホームは当初745フィート（約227メートル）の長さがあり、60フィート長の車両の12両編成を止めることができ、また南行プラットホームは当初は685フィート（約209メートル）の長さがあった。6番街線23丁目駅の双方のプラットホームは670フィート（約200メートル）の長さで、47丁目-50丁目-ロックフェラー・センター駅は665フィート（約203メートル）の長さであった。
INDの第2次拡張計画の路線網では、計画されていた各駅は700フィート（約210メートル）から720フィート（約220メートル）の長さのプラットホームとなっており、また駅に備えられるタイルを使った美術作品は、よりモダンなものとなる予定であった。

### 書籍
- Brian J. Cudahy, Under the Sidewalks of New York, Revised Edition (Lexington, Mass: The Stephen Greene Press, 1988)
- Joseph Cunningham and Leonard DeHart, A History of the New York City Subway System: The Independent System and City Ownership, 1977
- Gerhard M. Dahl, Transit Truths (Brooklyn-Manhattan Transit Corporation, Brooklyn, NY, 1924)
- Stan Fischler, The Subway: A Trip Through Time on New York's Rapid Transit (Flushing, NY: H & M Productions, Inc., 1997)
- Herbert George, Change at Ozone Park (RAE Publishing Inc., Flanders, NJ, 1993)
- Alan Paul Kahn and Jack May, The Tracks of New York, Number 3 (New York: Electric Railroaders' Association, Inc., 1977)
- Frederick A. Kramer, Building the Independent Subway (New York: Quadrant Press, Inc., 1990)
- Frederick A. Kramer, Subway to the World's Fair (Westfield, NJ: Bells and Whistles, 1991)
- Robert W. Snyder, Transit Talk (New York Transit Museum, Brooklyn, NY and Rutgers University Press, New Brunswick, NJ and London, 1997)

### 雑誌
- Electric Railroaders' Association: Headlights Magazine: August 1956, February 1968, February 1973, August 1974, July/September 1977, May/June 1988

### 新聞
- The New York Times (before 1977), most notably: 1929: September 16, 22; 1932: September 4, 8, 9, 10; 1940: June 1, 2, 12, 13; 1967: November 22, 26, 28
- Unpublished document from New York City Transit Authority—precursor to "Facts and Figures", 1977